# Erythrochiton rubronigrum
Erythrochiton rubronigrum är en skalbaggsart som beskrevs av Dilma Solange Napp och Santos 1996. Erythrochiton rubronigrum ingår i släktet Erythrochiton och familjen långhorningar. Inga underarter finns listade i Catalogue of Life.